# Station Pronsfeld
Station Pronsfeld is een voormalig spoorwegstation in de Duitse plaats Pronsfeld.
0,0: Lommersweiler ·
2,7: Steinebrück ·
48,0: Ihren ·
43,3: Bleialf ·
38,9: Habscheider Mühle ·
32,6: Pronsfeld